# Janczyce (Białoruś)
Janczyce, Jańczyce (biał. Янчыцы; ros. Янчицы) – wieś na Białorusi, w obwodzie mińskim, w rejonie nieświeskim, w sielsowiecie Horodziej.

## Historia
W dwudziestoleciu międzywojennym leżały w Polsce, w województwie nowogródzkim, w powiecie nieświeskim, w gminie Horodziej. W 1921 miejscowość liczyła 180 mieszkańców, zamieszkałych w 34 budynkach, w tym 156 Białorusinów i 24 Polaków. 162 mieszkańców było wyznania prawosławnego i 18 rzymskokatolickiego.
Po II wojnie światowej w granicach Związku Sowieckiego. Od 1991 w niepodległej Białorusi.